# Zębiełek równikowy
Zębiełek równikowy (Crocidura grassei) – gatunek owadożernego ssaka z rodziny ryjówkowatych (Soricidae). Występuje w Afryce Środkowej w Gabonie, Republice Środkowoafrykańskiej, południowym Kamerunie i Gwinei Równikowej. Prawdopodobnie występuje również w Kongo. Opisany naukowo przez Brosseta i współpracowników w 1965 roku. Zamieszkuje nizinne, wilgotne lasy pierwotne. Duży, o wyraźnie szarym kolorze futra ssak owadożerny. Ekologia i wielkość populacji słabo poznane. W Czerwonej księdze gatunków zagrożonych Międzynarodowej Unii Ochrony Przyrody i Jej Zasobów został zaliczony do kategorii LC (najmniejszej troski). Wydaje się, że nie ma zagrożeń dla całości gatunku. Niektóre lokalne populacje mogą być zagrożone przez miejscowe wylesiania.